# James McLachlan

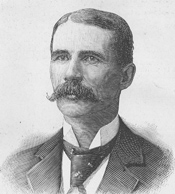
James McLachlan

James McLachlan (* 1. August 1852 in Argyllshire, Schottland; † 21. November 1940 in Los Angeles, Kalifornien) war ein US-amerikanischer Politiker. Zwischen 1895 und 1911 vertrat er zwei Mal den Bundesstaat Kalifornien im US-Repräsentantenhaus.

## Werdegang
Im Jahr 1855 kam James McLachlan aus seiner schottischen Heimat in das Tompkins County im Bundesstaat New York. Er besuchte die öffentlichen Schulen seiner neuen Heimat und war danach selbst als Lehrer tätig. Im Jahr 1877 wurde er Schulrat im Tompkins County. Danach studierte er bis 1878 am Hamilton College in Clinton. Nach einem anschließenden Jurastudium und seiner 1881 erfolgten Zulassung als Rechtsanwalt begann er in diesem Beruf zu arbeiten. Zwischen 1881 und 1888 übte er seine Tätigkeit in Ithaca aus. Im Jahr 1888 verlegte er seinen Wohnsitz und seine Kanzlei nach Pasadena in Kalifornien. Zwischen 1890 und 1892 fungierte er als Bezirksstaatsanwalt im Los Angeles County. Gleichzeitig schlug er als Mitglied der Republikanischen Partei eine politische Laufbahn ein.
Bei den Kongresswahlen des Jahres 1894 wurde McLachlan im fünften Wahlbezirk von Kalifornien in das US-Repräsentantenhaus in Washington, D.C. gewählt, wo er am 4. März 1895 die Nachfolge von Marion Cannon antrat. Da er im Jahr 1896 nicht bestätigt wurde, konnte er bis zum 3. März 1897 zunächst nur eine Legislaturperiode im Kongress absolvieren. Bei den Wahlen des Jahres 1900 wurde McLachlan erneut im fünften Distrikt seines Staates in den Kongress gewählt, wo er am 4. März 1901 Russell J. Waters ablöste. Nach vier Wiederwahlen konnte er bis zum 3. März 1911 fünf weitere Amtszeiten im US-Repräsentantenhaus verbringen. Seit 1903 vertrat er dort als Nachfolger von James C. Needham den siebten Bezirk Kaliforniens. Im Jahr 1910 wurde er nicht wiedergewählt.
Nach dem Ende seiner Zeit im US-Repräsentantenhaus praktizierte James McLachlan als Anwalt in Los Angeles. In den Jahren 1911 und 1912 gehörte er der National Monetary Commission an. Danach ist er politisch nicht mehr in Erscheinung getreten. Er starb am 21. November 1940 in Los Angeles im Alter von 92 Jahren.